# Овсепян, Жанна Иосифовна
Жанна Иосифовна Овсепян (6 июля 1956, Ростов-на-Дону, РСФСР, СССР) — российский учёный в области конституционного права и правосудия, доктор юридических наук, профессор Южного федерального университета. Она считается одним из основателей доктрины российского конституционного судопроизводства. Автор первой докторской диссертации по конституционному судопроизводству. Соавтор одного из первых в России учебного пособия по Интернет-праву. Входит в 100 наиболее цитируемых российских авторов по политическим наукам. Член Российской Академии Естествознания (РАЕ; 2021), Международного комитета по интеллектуальному сотрудничеству. Основатель научной школы и научного направления в РАЕ. 
Внесла большой вклад в становление теории и практики Конституционного Суда России и конституционных (уставных) судов субъектов РФ.  

## Биография
Овсепян родилась 6 июля 1956 года в Ростове-на-Дону.
В 1978 году окончила с отличием юридический факультет Ростовского  государственного университета (РГУ).
В 1985 году защитила кандидатскую диссертацию на тему: «Социалистическая законность - конституционная основа деятельности советского государства по охране основных прав и свобод граждан СССР». 
В 1994 году защитила  докторскую диссертацию на тему: «Судебный конституционный контроль в зарубежных странах».
Сфера научных интересов: конституционное правосудие в России и зарубежных странах, организация государственной власти в РФ (парламентаризм и др.), федерализм, теория российского конституционализма.
В 2013 году принимала участи во встрече, состоявшейся в Кремле в преддверии 20-летия Конституции России.

### Научные достижения
Автор порядка 300 научных публикаций, 18 крупных монографий и учебных курсов, в том числе первого в постсоветской российской юриспруденции монографического издания о конституционных судах в зарубежных странах (1992). Под руководством Овсепян было защищено 14 кандидатских и 3 докторские диссертации. Входит в составы редколлегий 5 научных журналов. 